# Hengeberg
Der Hengeberg ist mit 316 m ü. NN die höchste Erhebung im Kreis Gütersloh. Er gehört zum Hauptkamm des Teutoburger Waldes und liegt südwestlich von Werther (Westf.). Auf dem Kamm des Berges verläuft die Gemeindegrenze zwischen Werther und Halle (Westf.). Die Werther Schanze, ein Bodendenkmal, liegt auf dem Berg.

## Weser-Ems-Wasserscheide
Über den Hengeberg verläuft ein Teil der Weser-Ems-Wasserscheide. Alle Fließgewässer, die an diesem Berg entspringen und nach Süden fließen, münden früher oder später in der Ems. Die Bäche und Flüsse, die in Richtung Norden abfließen, münden irgendwann in die Weser. Das größte am Hengeberg entspringende Fließgewässer ist der bei Bielefeld in die Aa mündende Schwarzbach.